# Мартензит
Мартензит (име је добио по немачком металургу Адолфу Мартенсу (1850-1914)) је свака кристална структура која се добије субститутивном трансформацијом, у супротности са много споријом дифузивном трансформацијом. Када се посматра у попречном пресеку, кристална зрна, која су облика сочива, виде се као игле. Мартензит је врло чврсти микроконституент челика (легура железа и угљеника) који се формира брзим хлађењем аустенита, толико брзим да атоми угљеника немају времена за дифузију. Уопштено гледано мартензит је презасићени чврсти раствор угљеника у алфа железу, односно тетрагонални “ферит” (кристалографска релација између аустенита мартензита и ферита).
1890-тих година, Мартенс је изучавао узорке различитих челика под микроскопом, а открио је да су најчвршћи челици имали правилну кристалну структуру. Он је био први који је објаснио узрок велике различитости у механичким особинама разних врста челика. Мартензитне структуре су од тада пронађене у многим другим практичним материјалима.
Мартензит има различиту кристалну структуру (тетрагоналну) од површински центриране кубне решетке аустенита, из којег се и формира, али има идентичан хемијски састав. Прелаз из једне у другу структуру захтева веома мало енергије термалне активације. Мартензит има мању густину од аустенита, тако да мартензитне трансформације имају за последицу релативну промијену запремине узорка. Ова особина се може најлашке приметити на јапанским самурајским мачевима, катанама. Хлађење узрокује формирање мартензита више по ивици оштрице, него на тупом дијелу мача; како се ивица шири, острица поприма благо закривљени облик.
Мартензит није приказан на фазном дијаграму гвожђе-угљеник, јер је мартензит изразито метастабилна фаза. У ту сврху се користе изотермални, односно тзв. ТТТ дијаграми (енгл. Time-Temperature-Transformation). Пошто се физичко-хемијски процеси убрзавају на већим температурама (Аренијусов закон - Сванте Август Аренијус 19.02.1859. – 2.10.1927), мартензит деградира под утицајем топлоте.